# Gilfach Goch
Gilfach Goch est un village et une communauté du borough de comté de Rhondda Cynon Taf, au pays de Galles.

## Géographie
Gilfach Goch est situé sur la rive gauche de l'Ogmore (en), une rivière qui marque la frontière entre les boroughs de comté de Rhondda Cynon Taf et Bridgend. La ville de Tonypandy se trouve à 4 km au nord.
La communauté de Gilfach Goch comprend aussi le village de Hendreforgan (cy).

## Démographie
Au recensement de 2011, la communauté de Gilfach Goch comptait 3 436 habitants.